# Contentor Intermédio para mercadorias a Granel (IBC)

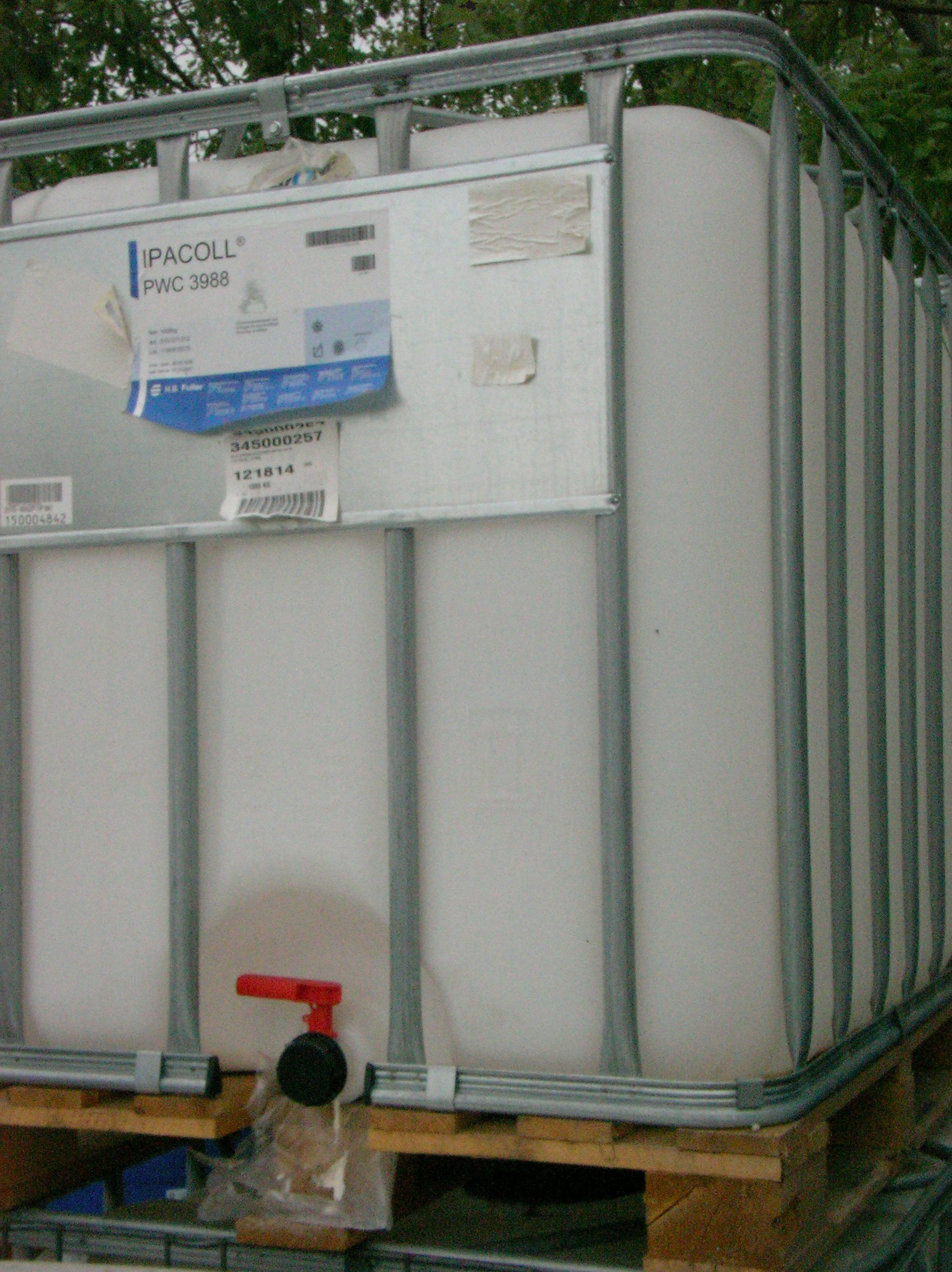
Contentor IBC Típico

Um Contentor Intermediário para mercadorias a Granel (IBC-Intermediate Bulk Container), também conhecido por Grande recipiente para mercadorias a Granel (GRG) é um contentor usado no transporte e armazenagem de fluidos e matérias a granel. A construção do IBC e os materiais são escolhidos de acordo com a aplicação pretendida e podem ser de: 
- Plástico;
- Aço;
- Aço Inoxidável.

## Forma e Dimensões
Existem muitas vantagens no conceito IBC:
- São geralmente de formato cúbico e por isso podem transportar mais material na mesma área que contentores cilíndricos e transportam maior quantidade se empacotados em quantidades destinadas a consumo.
- Podem ser enchidos ou descarregados com uma variedade enorme de sistemas.
- Um fabricante de um produto pode enviá-lo a granel e a baixo custo, para um país diferente, e só aí o produto ser embalado para consumo final de acordo com a legislação e etiquetagem em vigor nesse.

Os IBC variam no seu tamanho, mas geralmente este situa-se entre 700 e 2000 mm de largura e entre 1168 e 1321 mm de altura. O comprimento e largura são geralmente estabelecidos em função do tamanho legal da palete em vigor.
A grande maioria dos IBC possuem uma base em madeira ou plástico similar a uma palete, de maneira a poderem ser movimentados com um Empilhador
O peso de um IBC cheio pode variar (Consoante o material) entre 90 e 1200 kg. Na grande maioria dos casos podem ser empilhados uns nos outros.
Este tipo de contentores podem ser comprados a fabricantes ou alugados a empresas.